# Kelvin Harrison Jr.
Kelvin Harrison Jr., född 23 juli 1994 i New Orleans, är en amerikansk skådespelare. Hans genombrott skedde i rollen som Travis i It Comes at Night.

## Biografi
Kelvin Harrison Jr. är son till musikerna Shirlita och Kelvin Harrison. Han studerade studioteknik och marknadsföring innan han beslutade sig för att bli skådespelare och flyttade till Los Angeles.
2012 fick Harrison sina första roller i filmerna Ender's Game och 12 Years a Slave. 2016 fick han en mindre roll i en reboot av Rötter.
Med filmen It Comes at Night (2017) fick Harrison sitt genombrott. Han blev hyllad för sin roll som Travis. 2019 skulle han komma att göra två liknande prestationer i filmerna Waves och Luce. 
Harrison har senare medverkat i The Trial of the Chicago 7, Elvis och Chevalier. 
År 2024 medverkade han även som röst åt Scar i Mufasa: Lejonkungen.

## Filmografi (i urval)
| År   | Titel                                    | Roll           | Notering      |
| ---- | ---------------------------------------- | -------------- | ------------- |
| 2013 | 12 Years a Slave                         | Offer 2        |               |
| 2013 | Ender's Game                             | Salamander     | Ej krediterad |
| 2014 | Deluge                                   | Kareem         | Kortfilm      |
| 2015 | A Sort of Homecoming                     | Eliot          |               |
| 2016 | The Birth of a Nation                    | Simon          |               |
| 2017 | Mudbound                                 | Weeks          |               |
| 2017 | It Comes at Night                        | Travis         |               |
| 2018 | Monsters and Men                         | Zyrick         |               |
| 2018 | Monster                                  | Steve Harmon   |               |
| 2018 | Jinn                                     | Tahir          |               |
| 2019 | Luce                                     | Luce Edgar     |               |
| 2019 | Bolden                                   | Frankie Duson  |               |
| 2019 | Waves                                    | Tyler Williams |               |
| 2020 | The Photograph                           | Andy Morrison  |               |
| 2020 | The High Note                            | David Cliff    |               |
| 2020 | The Trial of the Chicago 7               | Fred Hampton   |               |
| 2021 | Cyrano                                   | Christian      |               |
| 2022 | Elvis                                    | B.B. King      |               |
| 2022 | Chevalier                                | Joseph Bologne |               |
| 2024 | Mufasa: Lejonkungen                      | Scar           | Röstroll      |
| 2025 | O'Dessa                                  | Euri Dervish   |               |
| 2026 | The Hunger Games: Sunrise on the Reaping | Beetee         |               |

### TV
| År        | Titel               | Roll                   | Notering                                |
| --------- | ------------------- | ---------------------- | --------------------------------------- |
| 2015      | Into the Badlands   | Jolyon                 | Avsnitt: "Chapter V: Snake Creeps Down" |
| 2016      | Underground         | Tonårsrymling          | Avsnitt: "The White Whale"              |
| 2016      | Chicago P.D.        | Michael Ellis          | Avsnitt: "Justice"                      |
| 2016      | Rötter              | Winslow                | Avsnitt: "Part 4"                       |
| 2016      | Shots Fired         | Joey Campbell          | 3 avsnitt                               |
| 2016-2017 | StartUp             | Touie Dacey            | 12 avsnitt                              |
| 2017      | NCIS: New Orleans   | Mac Cabral             | Avsnitt: "The Last Stand"               |
| 2019      | Godfather of Harlem | Teddy Greene           | Huvudroll                               |
| 2024      | Genius              | Martin Luther King Jr. | Säsong 4                                |